# カーテン

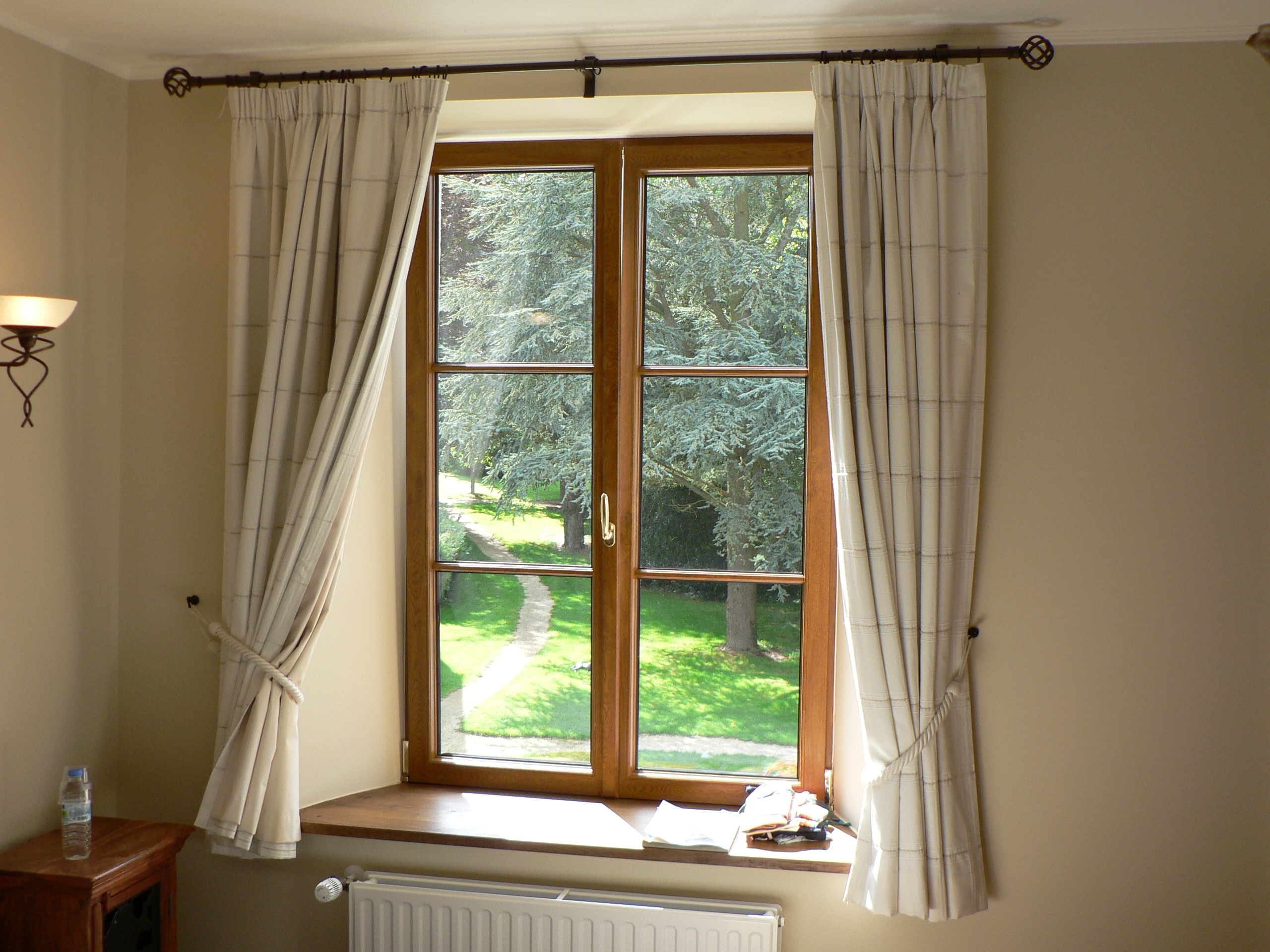
カーテン

カーテン（英: curtain）とは、遮光、防音、間仕切り、覗き見防止などを目的として、窓や部屋の出入り口、玄関などに吊り下げて使用する家具。主に布製で、水平方向に広げたり折り畳んだりして使うことが多い。日本で普及し始めた大正期頃は窓掛けともいった。漢字で窓帷とも当てて書いた。

## 概要

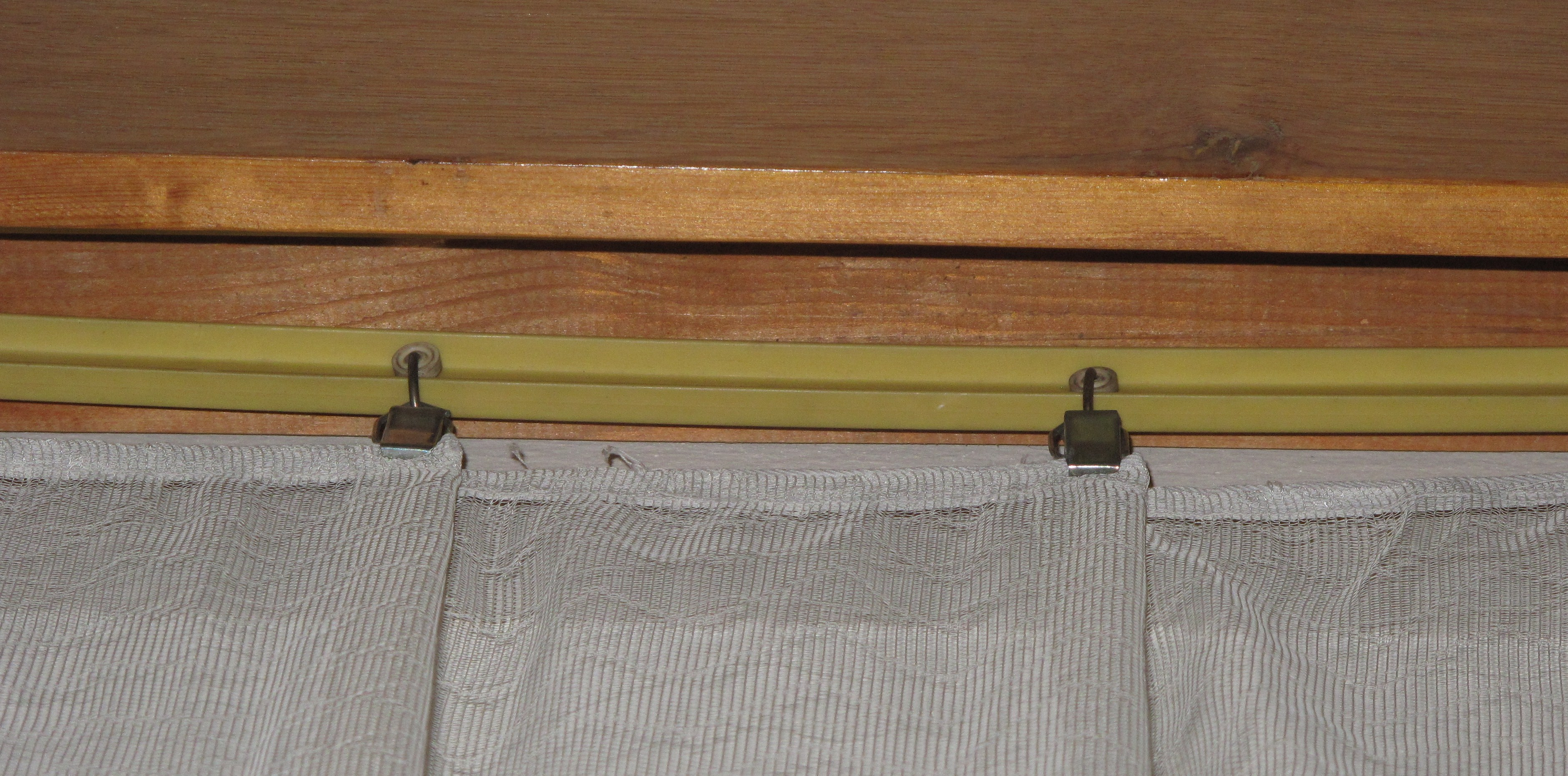
カーテンレールの一例

部屋の遮光等に使う場合は通常、窓の内側にカーテンレールに吊り下げる形で取り付けて用いられる。カーテンレールはカーテンブラケットを用いて壁などに固定されている。カーテンレールには複数のカーテンランナーが取り付けられており、吊り金具を用いてカーテンランナーの部分にカーテンを吊り下げる。
二枚一組のものを窓の両側に吊るして両開きとする場合と、一枚を窓の片側に吊るして片開きとする場合がある。カーテンを用いる必要がない時は、端の房掛け具に取り付けられたタッセル（カーテンを束ねるための紐または帯状の布）にまとめておかれる。カーテンレールのない場所で用いる場合には、カーテンロット（ビニール等で被覆した金属線）が用いられる。
厚手の生地のカーテンをドレープカーテン（drape または drapery）といい、ドレープカーテンの中に取り付ける半透明のカーテンをレースカーテンという。レースカーテンよりも厚手でドレープカーテンよりも薄手のカーテンをケースメントと呼ぶ。
機能としては、就寝時に外部の光によって眠りが妨げられるのを防ぎ、また中の光が外に漏れるのを防ぐ（遮光）。さらに外から中を覗かれるのを防ぐ遮蔽の効果もある。そのほかにも、室内外の音を和らげたり（吸音）、室内を保温・保冷したりする効果もある。耐燃性を持つものが望ましい。
カーテンには室内装飾としての機能も持ち、窓の大きさや、家全体や内装、他の家具との調和、居住者の好みなどで選べるように、様々なデザイン（形や色、模様、素材）の製品が販売されている（丈の短いカフェカーテンなど）。種類が豊富なため、デパートや大型家具店ではカーテン地だけで一つ売り場を作れるほどである。カーテンのオーダーメイドや専門店もある。
部屋の間仕切りのために吊り下げて使用されるものにアコーディオンカーテンがある。
デザイン性や遮蔽性が高いカーテンだけでなく、現代では使い捨てもできる安価な紙製カーテンも販売されている。
建築物用以外に、自動車用カーテンのように車両・船舶・航空機用のものもある。

## スタイルの種類

### 1. プリーツの種類
- 片ひだ
- ボックスプリーツ
- 2本ピンチプリーツ（二つ山ひだ）
- 3本ピンチプリーツ（三つ山ひだ）
- ギャザーひだ（シャーリング）
- ロッドポケット

### 2. バランス
- ペルメット（コーニス）

### 3. カーテンボックス
カーテンボックス（英語：curtain box)とは、カーテンを掛ける窓の内部の上方に取り付けたり、天井面にくぼみをつけた形の箱状のもの。カーテンレールやカーテン上部の納まりをよくする。布でカーテン上部を囲む上飾りはバランスという。

## 文化

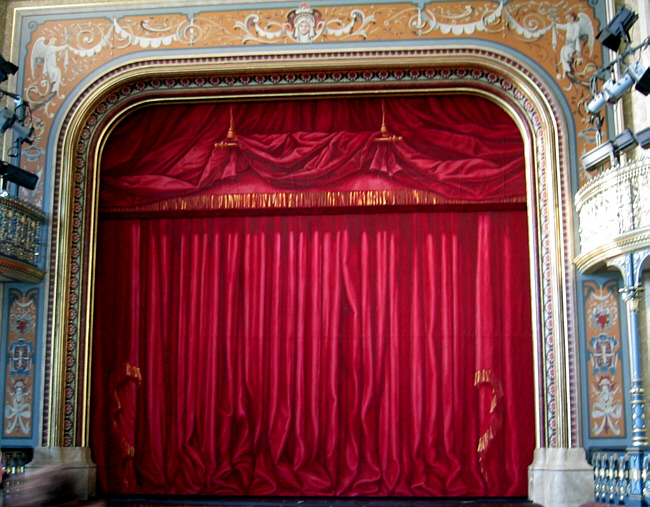
劇場のカーテン

カーテンコールという言葉があるように、演劇やパフォーマンスで使われる幕も英語ではcurtainと呼ぶ。推理作家アガサ・クリスティが、探偵エルキュール・ポアロの最後を描いた作品のタイトルも『カーテン』という。
ユダヤ教とキリスト教ではカーテンは特別な意味を持ち、エルサレム神殿で聖所と契約の箱が安置されている至聖所を分ける役目を果たしているカーテンを「垂れ幕」と呼んだ。『新約聖書』の中にイエスが死んだ時に人と神のつながりを象徴するものとして「神殿の垂れ幕が2つに裂けた」（ルカ 23:45）という記述がある。
また、外部から中を見通しにくい国家・組織の比喩としてカーテンが使われることがある。冷戦時代の「鉄のカーテン」「竹のカーテン」である。

## 関連・類似製品

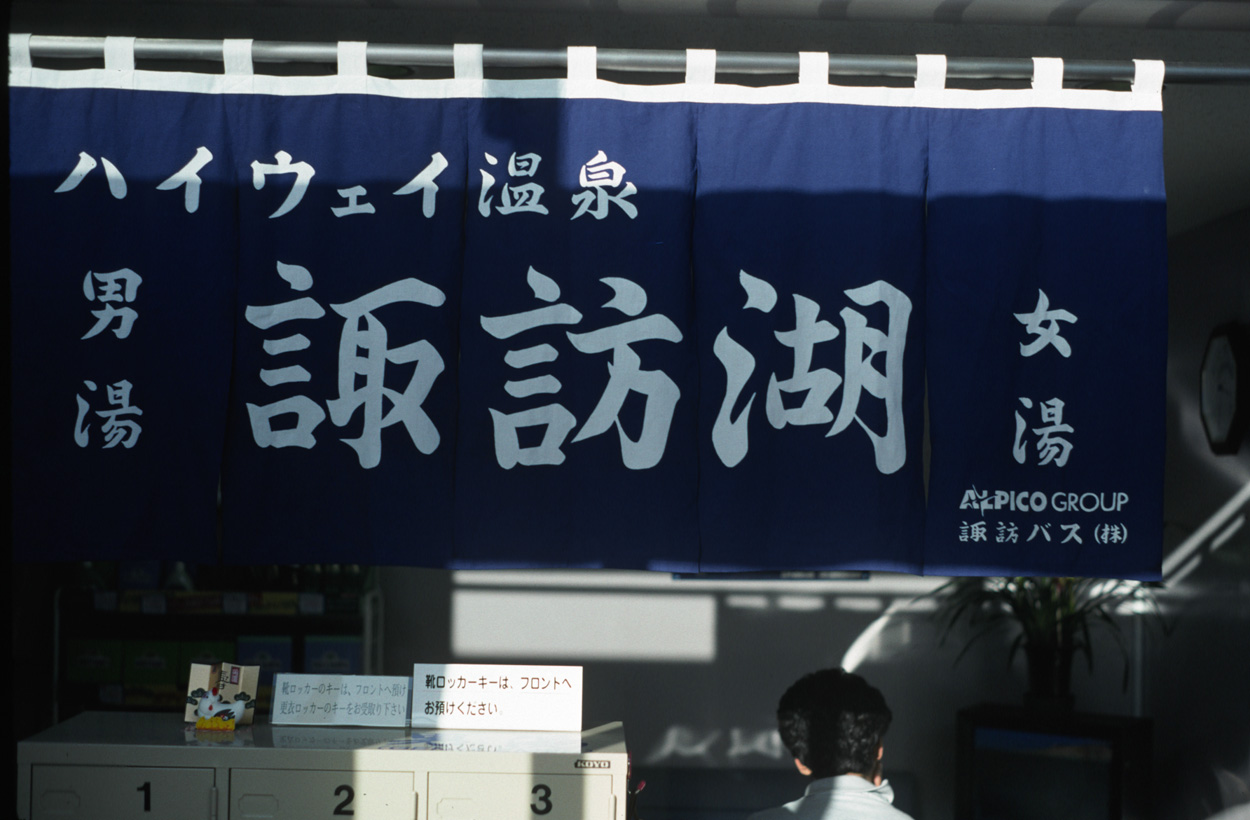
日本の温泉場で使用されている「のれん」

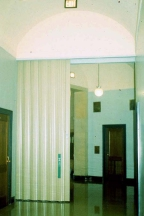
「アコーディオンカーテン（アコーディオンドア）」

カーテンのような遮光用インテリア製品としては、ロールスクリーンやブラインド、サンシェードなどがある。
ロールスクリーン
付属のコードまたはチェーンを調節することによって、布を巻き取る形で垂直方向に開閉するインテリア製品。
プリーツスクリーン
付属のコードを調節して布を波状に折り畳みながら垂直方向に開閉するインテリア製品。
パネルスクリーン
布を張ったパネルを引き戸のように水平方向に開閉して用いるインテリア製品。
日本では伝統的に、日差しや視線を遮ったり、空間を仕切ったりするために様々な道具や建具が使われてきた。衝立や屏風を床に置いたり、よしずを立てかけたり、すだれや暖簾（のれん）を吊るしたりする。
建物近くの支柱や紐・網につる性植物（朝顔、ゴーヤなど）を繁茂させて、夏の日差しや暑さを和らげることを「緑のカーテン」（英語ではgreen wall）と呼ぶようになっている。

## その他のカーテン
- 電子カーテン - 荷電により光の透過性が変わるエレクトロクロミック材料を挟み込むことで窓そのものをカーテンとして、遮光性や見通しを細かく調整する。航空機[8]や自動車、建物などに使う。
- 冷蔵庫カーテン - 節電を目的とし、無色透明で、冷蔵庫から冷気が逃げにくくするために庫内に吊り下げて用いる。
- エアカーテン（英語版） - 部屋の出入り口などに風の膜を作り、室内外の空気が混ざらないようにし、埃や虫が入らないようにするための装置[9]。高性能なものは工場や研究所などに設けられるクリーンルームの出入り管理にも使われる[10]。
- シャワーカーテン - 主にユニットバスで便所側へ水が飛び散るのを防ぐ。